# Mattias Johan Lindegren
Mattias Johan Lindegren, född 30 december 1851 i Göteborg, död 4 november 1929 i Göteborg, var en svensk orgelbyggare i Göteborg.

## Biografi
Lindegren anställdes hos bröderna Söderling i Göteborg. Han kom senare att anställas hos deras efterträdare Salomon Molander. Anställdes efter Molander hos dennes efterträdares Eskil Lundén. 1918 tog han över orgelbyggeriet efter Lundén tillsammans med brodern Harald Lindegren. Han kom att tillsammans med sin bror bygga orgeln i Göteborgs stift och Lunds stift. Alla deras orgelverk hade rörpneumatik.

## Orglar
| År              | Ursprunglig kyrka    | Stift     | Bild | Manualer | Pedal        | Stämmor | Bevarad orgel/fasad | Övrigt |
| --------------- | -------------------- | --------- | ---- | -------- | ------------ | ------- | ------------------- | --- |
| 1886            | Förlanda kyrka       | Göteborgs |      |          |              | 8       | Nej/Ja              | En ny orgel byggdes 1971 av Tostareds Kyrkorgelfabrik, Tostared.                                                                                            |
| 1887 eller 1888 | Hede kyrka           | Göteborgs |      |          |              | 4       | Ja/Ja               | Orgeln flyttades till Norrmannebo kapell. En ny orgel byggdes 1978 av A Magnussons Orgelbyggeri AB, Mölnlycke. Lindegrens orgel finns magasinerad i kyrkan. |
| 1887            | Hamra kyrka, Gotland | Gotlands  |      | 1        | Självständig | 7       | Ja (delvis)/Ja      | Satte upp ett äldre orgelverk. 1953 omdisponerades orgeln av Andreas Thulesius, Klintehamn.                                                                 |